# Masnières
Masnières település Franciaországban, Nord megyében. Lakosainak száma 2731 fő (2022. január 1.). Masnières Rumilly-en-Cambrésis, Villers-Plouich, Crèvecœur-sur-l’Escaut, Marcoing és Les Rues-des-Vignes községekkel határos.

## Népesség
A település népességének változása:
| Lakosok száma | 2662 | 2688 | 2732 | 2717 | 2731 | 2745 | 2757 | 2772 | 2731 |
|               | 2013 | 2015 | 2016 | 2017 | 2018 | 2019 | 2020 | 2021 | 2022 |